# Katrin Hollunger Wågnert
Eva Katrin Hollunger Wågnert, född 28 mars 1968, är en svensk jurist. Hon är justitieråd i Högsta domstolen sedan 2025.
Katrin Hollunger Wågnert studerade juridik vid Lunds universitet och avlade juris kandidatexamen där 1991 samt tog en Master of European Law vid University of London 1992–1993. Efter tingstjänstgöring vid Göteborgs tingsrätt 1992–1995 arbetade hon 1996–1997 som biträdande jurist på Lagerlöf & Leman advokatbyrå och blev 1999 assessor vid Hovrätten för Västra Sverige. Med början år 1999 arbetade Hollunger Wågnert i Justitiedepartementet, först som rättssakkunnig, kansliråd och ämnesråd vid grundlagsenheten. Hon var ämnesråd och biträdande enhetschef för åklagarenheten 2009–2013 samt departementsråd och chef för grundlagsenheten 2013–2017. Hollunger Wågnert var rättschef med ansvar för bl.a. grundlagsenheten, enheten för processrätt och domstolstolsfrågor, straffrättsenheten samt enheten för brottmålsärenden och internationellt rättsligt samarbete 2017–2024. Katrin Hollunger Wågnert utnämndes 2024 till justitieråd i Högsta domstolen, med tillträde den 1 januari 2025.